# Orestes Nuti
Orestes Santiago Nuti Sanguinetti S.D.B. (Montevideo, 15. listopada 1919. – Montevideo, 2. studenog 1999.), urugvajski biskup.

## Životopis
Orestes Santiago Nuti Sanguinetti je zaređen za svećenika 1. prosinca 1946. godine. Dana 9. srpnja 1960. imenovan je biskupom Mela te ustoličen 21. kolovoza 1962. Za biskupa Canelonesa je imenovan 21. kolovoza 1960., a umirovljen 2. siječnja 1962.
Umro je u Montevideu, 2. studenog 1999. godine. Sudjelovao je na Drugom vatikanskom koncilu.